# Marcel Bony
Pour les articles homonymes, voir Bony.
Marcel Bony, est né le 6 juillet 1926 à Saint-Sauves dans le département du Puy-de-Dôme, et mort le 2 septembre 2010 à Ussel.

## Vie professionnelle et familiale
Issu d'une famille d'agriculteurs, il commença à travailler dans la ferme familiale (au lieu-dit Parceyrolles sur la commune de Saint-Sauves-d'Auvergne) en tant qu'aide agriculteur dès le début des années 40. Puis progressivement, il reprit l'ensemble de l'exploitation jusqu'en 1980, où, ses responsabilités politiques lui firent arrêter cette profession. L'activité principale de sa ferme était l'élevage ovin.
Il effectua son service militaire entre 1946 et 1947 au sein du 3e régiment de hussards entre la métropole et le protectorat français au Maroc. Plus précisément dans la ville de Meknès.
Il se maria en 1955 avec Jeanne Roussel, de leur union naîtront 4 enfants.

## Vie politique
Homme de gauche, Marcel Bony s'engagea en politique en 1959, où, il fut élu au conseil municipal de Murat-le-Quaire. Élu maire de cette commune durant les élections suivantes de 1965, il le restera jusqu'en 1995 sans renouveler son mandat. Sous son impulsion, il s'efforça de développer ce village, notamment en créant le musée de la Toinette, une petite station de ski, un centre de vacances, un plan d'eau et bien d'autres équipements. Cela afin de favoriser le tourisme et l'essor de cette petite commune rurale de montagne.
Soucieux de pouvoir œuvrer toujours plus pour son territoire, il s'engagea dans la politique départementale et régionale en étant élu conseiller régional d’Auvergne en 1976, puis conseiller départemental du canton de Rochefort-Montagne en 1988. Il présidera également le Parc naturel régional des Volcans d'Auvergne de 1979 à 1987, mais également le Syndicat Intercommunal (ancienne dénomination des communautés de communes) du Sancy de 1983 à 1995.
Au cœur de son engagement, se trouvait une volonté profonde de développement de son territoire, mais dans le respect des Hommes qui y vivent, de l'environnement, et du terroir.
Après avoir été suppléant d'André Barroux, Marcel Bony est élu au Sénat le 25 septembre 1983 en même temps que Roger Quilliot et Michel Charasse. Il remporta l'élection au second tour avec 56,3 % des suffrages. À son arrivée au Palais du Luxembourg il rejoint le SOC et est nommé à la commission des affaires économiques. Candidat pour un second mandat en 1992, il est réélu dès le premier tour avec 51,7 % des suffrages. En 2001, il décida de ne pas se représenter, Michèle André lui succéda.

## Profession
- 1942 - 1980 Agriculteur

## Mandats
- 1959 - 1965 Conseiller municipal de Murat-le-Quaire
- 1965 - 1995 Maire de Murat-le-Quaire
- 1974 - 1983 Suppléant du sénateur André Barroux
- 1988 - 1994 Conseiller général du Puy-de-Dôme, élu dans le canton de Rochefort-Montagne
- 1976 - 1987 Conseiller régional de la région Auvergne
- 1979 - 1987 Président du Parc naturel régional des Volcans d'Auvergne
- 1983 - 1995 Président du SICOM du Sancy
- 1983 - 2001 Sénateur du Puy-de-Dôme

## Décorations
```
 
 
 
```

- Chevalier de la Légion d'honneur
- Chevalier de l'ordre national du Mérite
- Officier de l'ordre du Mérite agricole

## Hommages
- Collège Marcel-Bony à Murat-le-Quaire
- Place Marcel-Bony à Murat-le-Quaire
- Place Marcel-Bony au Mont-Dore
- Square Marcel-Bony à La Bourboule